# Imperium (roman)
Imperium är en roman från 2012 av den schweiziske författaren Christian Kracht. Den berättar om August Engelhardt, en tysk som i början av 1900-talet reste till Tyska Nya Guinea och grundade en orden byggd på nudism och en diet bestående endast av kokosnötter. Berättartonen är ironisk och pastischartad.
Romanen togs emot väl av litteraturkritiker. Den utlöste en kulturdebatt i Tyskland när en kritiker på Der Spiegel anklagade den för att sprida rasism. Detta bemöttes av ett stort antal kulturskribenter och författare som gick till Krachts försvar. Romanen tilldelades bland annat Wilhelm Raabe-priset.

## Handling
August Engelhardt är författare till En sorgfri framtid, där han beskriver ett paradissamhälle byggt på nudism och en diet bestående endast av kokosnötter, så kallad kokovorism. Han menar att på samma sätt som människan är Guds avbild i djurriket, är kokosnöten Guds avbild i växtriket, och kokovorism är vägen till gudomlighet. Han reser från Tyskland till Bismarckarkipelagen i Tyska Nya Guinea för att grunda ett kokosplantage och förverkliga sina idéer. Vid ett uppehåll i Ceylon träffar han en tamil vid namn Govindarajan, som påstår att han också är frukterian och lurar av Engelhardt hans värdepapper. Engelhardt anländer till Herbertshöhe och förvärvar ön Kabakon från Emma Forsayth, kallad Queen Emma. Han lär känna en sjöman vid namn Christian Slütter som studerar till kapten. Engelhardt etablerar sin plantage och anlitar infödingar som arbetare, allt bekostat genom lån och kredit. Engelhardt praktiserar nudism och äter endast kokosnötter.

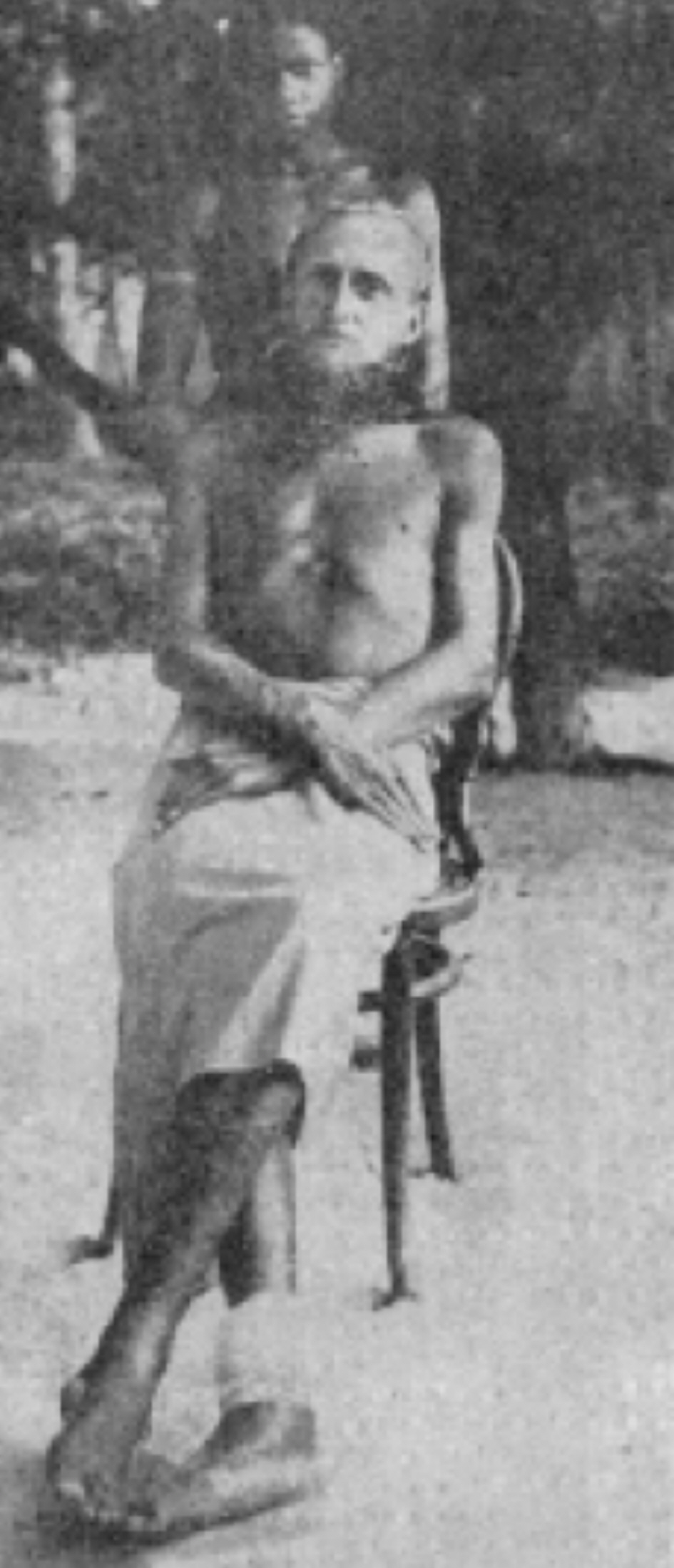
August Engelhardt på Kabakon 1911

En tysk vid namn Aueckens har hört talas om projektet, reser till Kabakon och upptas i orden. Aueckens visar sig vara homosexuell och antisemit, två egenskaper Engelhardt ogillar. Aueckens våldtar Makeli, en infödd pojke, och hittas strax därpå död. Enligt polisrapporten dog han genom att få en fallande kokosnöt i huvudet. Engelhardt hör talas om ett projekt i Fiji som liknar hans eget. En man vid namn Mittenzwey ska vara ljusätare och leva endast av solljus. Engelhardt besöker Mittenzwey men upptäcker att han är en bedragare, som i samverkan med Govindarajan mottar dyra gåvor från indiska gästarbetare men äter mat i hemlighet.
Max Lützow är en uppskattad tysk musiker som lider av hypokondri och har tröttnat på det borgerliga livet. Han anländer till Kobakan och ansluter sig till Engelhardts orden. Lützow skriver till tyska tidningar och lovordar kokovorismen. Hans brev leder till muntra skratt och ett kortvarig kokosnötsfenomen i den tyska populärkulturen. En grupp unga tyskar lockas till Bismarckarkipelagen, men är illa förberedda, fattiga och drabbas av tropiska sjukdomar. Engelhardt anser dem ovärdiga och skickar hem dem. Efter några år blir Engelhardt och Lützow osams och den senare lämnar ön. Han gifter sig med Emma Forsayth, men hoppar i vattnet mellan två båtar som slår ihop och krossar honom.
Engelhardt, lämnad ensam, undernärd, paranoid och sjuk i spetälska, blir med tiden ett problem för guvernören Albert Hahl i Rabaul. Hahl anlitar Christian Slütter till att skjuta Engelhardt. När Slütter anländer till Kabakon har Engelhardt förkastat det mesta av sin filosofi, utvecklat en antisemitisk teori som inbegriper det brittiska kungahuset, och förespråkar nu kannibalism som vägen till gudomlighet. Han skär av sin ena tumme och äter den. Alla infödingar har lämnat plantagen utom Makeli, som saknar två fingrar. Slütter berättar om Hahls begäran men avstår från att döda Engelhardt.
Under första världskriget intas Kabakon av australiska soldater och Engelhardt flyr till skogs. Efter andra världskriget hittar amerikanska soldater den åldrade Engelhardt i en grop. Han har livnärt sig på nötter, gräs och skalbaggar och hans spetälska har försvunnit. Engelhardt berättar sin livshistoria. Den skrivs ned av en amerikansk reporter och ger upphov till en Hollywoodfilm.

## Tillkomst
Den verklige Engelhardt dog 1919, medan Krachts romanfigur lever till efter andra världskriget. Tidigt i romanen jämförs Engelhardt med Adolf Hitler. Krachts tanke med detta var att han ansåg att Engelhardt och Hitler hämtade idéer ur samma tids "esoteriska helhetspanorama".

## Utgivning
Boken gavs ut av Kiepenheuer & Witsch och släpptes 16 februari 2012. Efter två veckor hade den tyska utgåvan sålt 80 000 exemplar. En svensk översättning av Anna Bengtsson gavs ut av förlaget Ersatz 2013.

## Mottagande

### Recensioner
Rheinische Posts litteraturkritiker Lothar Schröder skrev: "Det är en bok om visioner, om en romantiker, om tysk historia fram till andra världskriget – och allt detta beskrivs i en lättsam, självironisk ton, så att varje sida blir en fröjd att läsa. Kracht hittar ett språk som det var för kanske 100 år sedan, så prydligt styltat, tillsnurrat, charmigt omständligt, alltid fyndigt, ofta humorfyllt. ... Man bör, nej, man måste hylla Kracht – kultförfattaren till Faserland och 1979. Det enda sättet att göra det är att läsa honom." Richard Kämmerlings skrev i Die Welt: "Med ironiskt-gudomligt allvetande skapar [Kracht] ett historiskt panorama där Engelhardts vision vävs in. ... Mann, Kafka och Hermann Hesse förekommer i små episoder incognito, men ändå tydligt igenkännbara (väldigt löst motiverat), andra vinkar med gärdsgårdsstolpar tjocka som skeppsmaster, som Joseph Conrads Mörkrets hjärta. Vid ett tillfälle skeppar en italiensk passagerarångare vid namn Pasticcio förbi." Kämmerlings jämförde Imperium med Marc Buhls roman Das Paradies des August Engelhardt, som också handlar om Engelhardt: "Kracht är mer lekfull, mer ouppriktig, mer obekymrad, man skulle också kunna säga: mer vild. Det visar sig inte bara i hur han med en formulering som 'i ett nötskal' skälmskt ber om ursäkt – beaktat överflödet av nötaromer som storyn redan innehåller i sitt råtillstånd. Utan också på berättelsebygget som inte blygs något mångleri eller någon melodramatisk vändning."

### Kulturdebatt
Georg Diez på Der Spiegel anklagade Imperium för att i sin skildring av Engelhardt förmedla en "rasistisk världsbild". Diez skrev om Kracht: "Han är, helt enkelt, högertänkandets dörrvakt. I hans exempel kan man se hur antimodernt, demokratifientligt, totalitärt tänkande hittar sin väg in i mittfåran." Detta utlöste en kulturdebatt där de största tyska kultursidorna bemötte Diez påståenden, bland andra Die Zeit, Die Tageszeitung, Frankfurter Rundschau, Der Tagesspiegel, Die Welt och Frankfurter Allgemeine Zeitung. I ett öppet brev till Der Spiegels chefredaktör kritiserade 17 författare Diez för att vara ohederlig. Brevet var undertecknat av bland andra Daniel Kehlmann, Elfriede Jelinek, Uwe Timm, Monika Maron och Katja Lange-Müller. Kehlmann menade att Kracht länge har varit fascinerad av totalitära staters estetik, men att detta är något annat än vad Diez gick till angrepp mot.

### Utmärkelser
Romanen tilldelades Wilhelm Raabe-priset på 30 000 euro från staden Braunschweig. Juryn beskrev boken som "en grotesk genremålning över det tidiga 1900-talet". I Schweiz tilldelades den Grosser Literaturpreis von Stadt und Kanton Bern.

## Bearbetning
En tysk filmatisering var under förarbete i januari 2015. Filmen är tänkt att regisseras av Jan-Ole Gerster och ha Tom Schilling i huvudrollen som Engelhardt.